# Ismael Comas
Pour les articles homonymes, voir Comas (homonymie).
Ismael Comas Solanot, né le 1er décembre 1942 à Mequinenza (province de Saragosse, Espagne), est un footballeur espagnol qui jouait au poste de gardien de but dans les années 1960.

## Biographie
En 1958, à l'âge de 15 ans, il débute dans les buts du CD Mequinenza en troisième division. La même année, le FC Barcelone lui offre la possibilité de faire un essai qui se révèle satisfaisant. Il joue un total de neuf saisons dans les rangs du Barça, de 1958 à 1967 (avec les juniors, l'équipe amateur, le CD Condal qui est l'équipe réserve du Barça et en équipe première). Avec l'équipe première, il ne joue aucun match officiel, seulement des matches amicaux, car le titulaire indiscutable est Salvador Sadurní.
Ismael Comas rejoint ensuite le CE Sabadell avec qui il termine à la quatrième place du championnat de D1 en 1969 se qualifiant ainsi pour la Coupe des villes de foires. Il termine sa carrière avec l'UE Sant Andreu, où il joue pendant six saisons.
Avec l'équipe d'Espagne militaire, il joue le championnat du monde militaire en 1966. Au terme de sa carrière de joueur en 1977, il devient entraîneur.
Ismael Comas dispute un total de 17 matchs en première division, et 105 matchs en deuxième division, encaissant 143 buts.